# Vigilant (drone)
Pour les articles homonymes, voir Vigilant.
 (janvier 2016).
Le Vigilant F-2000 est un petit drone hélicoptère de reconnaissance et de surveillance fabriqué par le français Thales. Il est actuellement[Quand ?], avec le DT-18 de Delair le seul drone français à avoir l'autorisation de vol hors vue sur des terrains civils[réf. nécessaire].

## Description
Il dispose de deux caméras, une caméra thermique infrarouge et une caméra de télémétrie laser.
Le rayon d'observation de cet hélicoptère est de 20 km, l'opérateur de cet appareil bénéficie de l'assistance de l'ordinateur de bord pour la stabilisation du vol et la localisation par GPS, autorisant le vol hors vue. L'appareil, pesant 40 kg est entraîné par un moteur de 9 kW entraîne le drone à une vitesse de 100 km/h au maximum, pouvant atteindre un plafond de 1 800 mètres d'altitude, pour une durée maximale de vol d'une heure
Les informations vidéos qui sont prélevées par cet appareil apparaissent en direct à une station au sol composée de deux ordinateurs, d'un pupitre de pilotage et de trois écrans de visualisation (contrôle, paramètres de vol, cartographie).
Cet appareil dispose de turbines munies de silencieux (une petite réduction du diamètre des extrémités) ce qui fait qu'à partir de 600 mètres d'altitude, cet hélicoptère est invisible et inaudible pour un humain.